# .lk

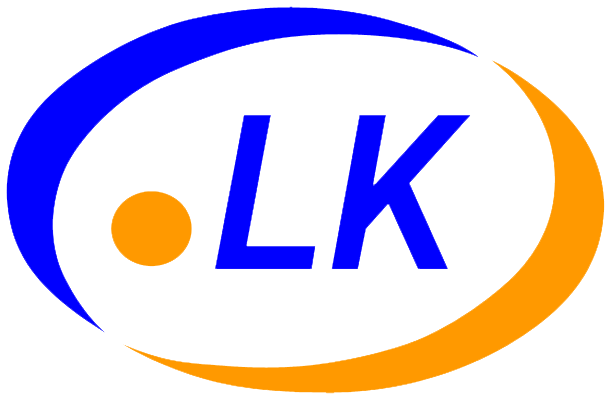

.lk는 스리랑카의 인터넷 국가 코드 최상위 도메인이다. University of Moratuwa에서 관리한다. 1990년에 개설되었다.

## 2차 도메인

### 제한된 도메인
- .gov.lk: 정부
- .sch.lk: 학교
- .net.lk: 인터넷 서비스 제공자
- .int.lk: 국제협약조직

### 열린 도메인
- .com.lk: 상업
- .org.lk: 비영리조직
- .edu.lk: 교육 사이트
- .ngo.lk: 비정부조직
- .soc.lk: 등록된 사회 조직
- .web.lk: 웹 사이트
- .ltd.lk: 제한된 주식 회사
- .assn.lk: 연합
- .grp.lk: 회사그룹
- .hotel.lk: 호텔